# Estat termodinàmic
Un estat termodinàmic és un conjunt de valors de propietats d'un sistema termodinàmic que han de ser especificats per tal de poder reproduir el sistema. Els paràmetres individuals es coneixen com a variables d'estat, paràmetres d'estat o variables termodinàmiques. Quan un conjunt suficient de variables termodinàmiques ha estat especificat, els valors de totes les altres propietats del sistema queden definides inequívocament. El nombre de valors necessaris per especificar l'estat depèn del sistema, i no sempre és conegut.

## Descripció
La termodinàmica estableix una estructura conceptual idealitzada que pot resumir-se mitjançant un esquema formal de definicions i postulats. Els estats termodinàmics es troben entre els objectes o nocions fonamentals o primitius de l'esquema, per als quals la seva existència és primària i definitiva, en lloc de derivar-se o construir-se a partir d'altres conceptes.
Un sistema termodinàmic no és simplement un sistema físic. Més aviat, en general, infinits sistemes físics alternatius diferents comprenen un sistema termodinàmic donat, perquè en general un sistema físic té moltíssimes més característiques microscòpiques de les que s'esmenten en una descripció termodinàmica. Un sistema termodinàmic és un objecte macroscòpic, els detalls microscòpics del qual no es consideren explícitament en la seva descripció termodinàmica. El nombre de variables d'estat necessàries per a especificar l'estat termodinàmic depèn del sistema i no sempre es coneix abans de l'experiment; generalment es troba a partir d'evidència experimental. El número és sempre dos o més; en general, no és més d'una dotzena. Encara que el nombre de variables d'estat es fixa mitjançant l'experiment, queda l'elecció de quina d'elles utilitzar per a una descripció convenient particular; un sistema termodinàmic donat es pot identificar alternativament mitjançant diverses eleccions diferents del conjunt de variables d'estat. L'elecció generalment es fa sobre la base de les parets i l'entorn que són rellevants pels processos termodinàmics que s'han de considerar per al sistema. Per exemple, si es pretén considerar la transferència de calor per al sistema, llavors una paret del sistema ha de ser permeable a la calor, i aquesta paret ha de connectar el sistema a un cos, als voltants, que tingui una temperatura invariable en el temps definida.
Per a la termodinàmica d'equilibri, en un estat termodinàmic d'un sistema, el seu contingut està en equilibri termodinàmic intern, amb fluxos zero de totes les quantitats, tan internes com entre el sistema i l'entorn. Per a Max Planck, la característica principal d'un estat termodinàmic d'un sistema que consta d'una sola fase, en absència d'un camp de força imposat externament, és l'homogeneïtat espacial. Per a termodinàmica fora de l'equilibri, un conjunt adequat d'identificació de variables d'estat inclou algunes variables macroscòpiques, per exemple, un gradient espacial de temperatura distint de zero, que indiquen una desviació de l'equilibri termodinàmic. Aquestes variables d'estat d'identificació de no equilibri indiquen que algun flux distint de zero pot estar ocorrent dins del sistema o entre el sistema i els voltants.

## Funcions d'estat
Les funcions d'estat descriuen la condició momentània d'un sistema termodinàmic. Indiferentment del camí que segueixi el sistema per anar d'un estat a un altre, el canvi total de qualsevol variable d'estat serà el mateix. Això significa que els canvis incrementals en dites variables són diferencials exactes. Alguns exemples de funció d'estat són l'entropia, la pressió, la temperatura, el volum, etc.
Hi ha diversos diagrames termodinàmics que serveixen per modelar les transicions entre estats termodinàmics.
La identificació primària o original de l'estat termodinàmic d'un cos de matèria és mitjançant quantitats físiques ordinàries directament mesurables. Per a alguns propòsits simples, per a un cos donat de constitució química donada, un conjunt suficient de tals quantitats és "volum i pressió".
A més de les variables físiques ordinàries directament mesurables que originalment identifiquen un estat termodinàmic d'un sistema, el sistema es caracteritza per altres quantitats anomenades funcions d'estat, que també es denominen variables d'estat, variables termodinàmiques, quantitats d'estat o funcions d'estat. Estan determinats de manera única per l'estat termodinàmic tal com ha estat identificat per les variables d'estat originals. Hi ha moltes funcions estatals d'aquest tipus. Alguns exemples són energia interna, entalpia, energia lliure de Helmholtz, energia lliure de Gibbs, temperatura termodinàmica i entropia. Per a un cos donat, d'una constitució química donada, quan el seu estat termodinàmic ha estat completament definit per la seva pressió i volum, llavors la seva temperatura es determina de manera única. La temperatura termodinàmica és un concepte específicament termodinàmic, mentre que les variables d'estat originals directament mesurables es defineixen mitjançant mesuraments físics ordinaris, sense referència a conceptes termodinàmics; per aquesta raó, és útil considerar la temperatura termodinàmica com una funció d'estat.
El pas d'un estat termodinàmic inicial dau a un estat termodinàmic final donat d'un sistema termodinàmic es coneix com a procés termodinàmic; en general, es tracta d'una transferència de matèria o energia entre el sistema i l'entorn. En qualsevol procés termodinàmic, qualssevol que siguin les condicions intermèdies durant el pas, el canvi respectiu total en el valor de cada variable d'estat termodinàmic depèn només dels estats inicial i final. Per a un procés idealitzat continu o quasi estàtic, això significa que els canvis incrementals infinitesimals en tals variables són diferencials exactes. Junts, els canvis incrementals al llarg del procés, i els estats inicial i final, determinen completament el procés idealitzat.
En l'exemple simple més comunament citat, un gas ideal, les variables termodinàmiques serien tres de les següents quatre: quantitat de substància, pressió, temperatura i volum. Per tant, l'estat termodinàmic es distribuiria en un espai d'estats tridimensional. La variable restant, així com altres quantitats com l'energia interna i l'entropia, s'expressarien com a funcions d'estat d'aquestes tres variables. Les funcions estatals satisfan unes certes restriccions universals, expressades en les lleis de la termodinàmica, i depenen de les peculiaritats dels materials que componen el sistema concret.
S'han desenvolupat diversos diagrames termodinàmics per a modelar les transicions entre estats termodinàmics.

## Propietats que defineixen un estat termodinàmic
- La temperatura (T) representa l'energia cinètica faig una mitjana de les partícules d'un sistema. És una mesura de que calenta o fred està un sistema.
- La pressió (P) és la força que exerceixen les partícules d'un sistema sobre una unitat d'àrea de les parets del recipient.
- El volum (V) es refereix a l'espai que ocupa el sistema.
- La composició defineix la quantitat de cada component present en sistemes amb més d'un component (per exemple, mescles).

## Estat d'equilibri
Els sistemes que es troben a la natura solen ser dinàmics i complexos, però en molts casos els seus estats es poden descriure aproximant-los a les condicions ideals. Una d'aquestes condicions ideals és l'estat d'equilibri. A partir de moltes observacions, la termodinàmica postula que tots els sistemes que no tenen efecte en l'ambient extern tendiran a canviar per tal d'aproximar-se a l'estat d'equilibri. Tal estat és un objecte primitiu de la termodinàmica clàssica o d'equilibri, en el qual es denomina estat termodinàmic. Basant-se en moltes observacions, la termodinàmica postula que tots els sistemes que estan aïllats de l'entorn extern evolucionaran per a acostar-se a estats d'equilibri estable únic. Hi ha diversos tipus diferents d'equilibri, corresponents a diferents variables físiques, i un sistema aconsegueix l'equilibri termodinàmic quan se satisfan simultàniament les condicions de tots els tipus rellevants d'equilibri. A continuació s'enumeren alguns tipus diferents d'equilibri:
- Equilibri tèrmic: quan la temperatura en tot un sistema és uniforme, el sistema està en equilibri tèrmic.
- Equilibri mecànic: si en tots els punts d'un sistema donat no hi ha canvi de pressió amb el temps i no hi ha moviment de material, el sistema està en equilibri mecànic.
- Equilibri de fase: ocorre quan la massa de cada fase individual aconsegueix un valor que no canvia amb el temps.
- Equilibri químic: en equilibri químic, la composició química d'un sistema s'ha assentat i no canvia amb el temps.

## Diagrames de fase
La representació gràfica del conjunt d'estats termodinàmics que pot assumir un sistema quan varien determinades quantitats termodinàmiques (per exemple temperatura, pressió, volum i composició) es produeix a través de diagrames de fase.